# 야마코시 교타로
야마코시 쿄타로(일본어: 山越 享太郎, 1991년 3월 18일 ~ )는 일본의 전 축구 선수이다.

## 구단 경력
과거 가와사키 프론탈레, 도치기 SC에서 활동하였다.